# 贝拉斯科剧院
贝拉斯科剧院（Belasco Theatre）是美国纽约市曼哈頓中城剧院区西44街111号的一座百老匯劇院。它最初称为施托伊弗桑特剧院（Stuyvesant Theatre），由建筑师乔治·凯斯特为剧院经理大卫·贝拉斯科设计建造于1907年。剧院共有三层、1,016个座位，自1948年以来一直由舒伯特组织运营。剧院的立面和内部都是纽约市地标。
它于1907年10月16日开业，1909年扩建。1910年，贝拉斯科以自己的名字重新命名了剧院。1931年他去世后，凯瑟琳·康奈尔租下了这个剧院。舒伯特兄弟于1948年买下该剧院，并将其租给NBC，为期三年，然后于1953年继续恢复为剧院运营。剧院在1920年代、1970年代和2000年代多次翻修。